# Pyreolophore

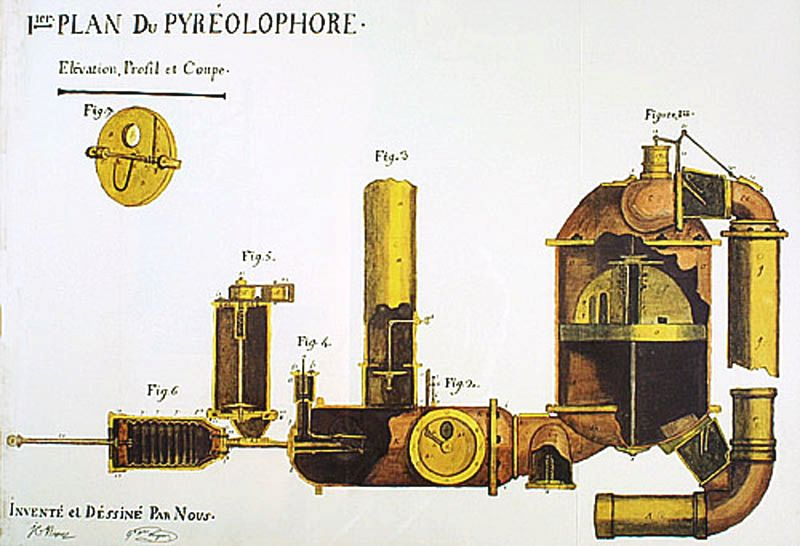
Schéma první spalovací motor Pyreolophore, autoři kresby jsou bratři Niépcovi, 1806

Pyreolophore byl první spalovací motor, který vynalezli a patentovali bratři Niépcovi 20. července 1807. Tento motor běžel na principu kontrolovaných explozí určitým způsobem zpracovaných spór rostliny Lycopodium (plavuň). O deset let později se stali prvními na světě, kdo vyrobil motor se systémem vstřikování paliva.